# Hodding Carter III

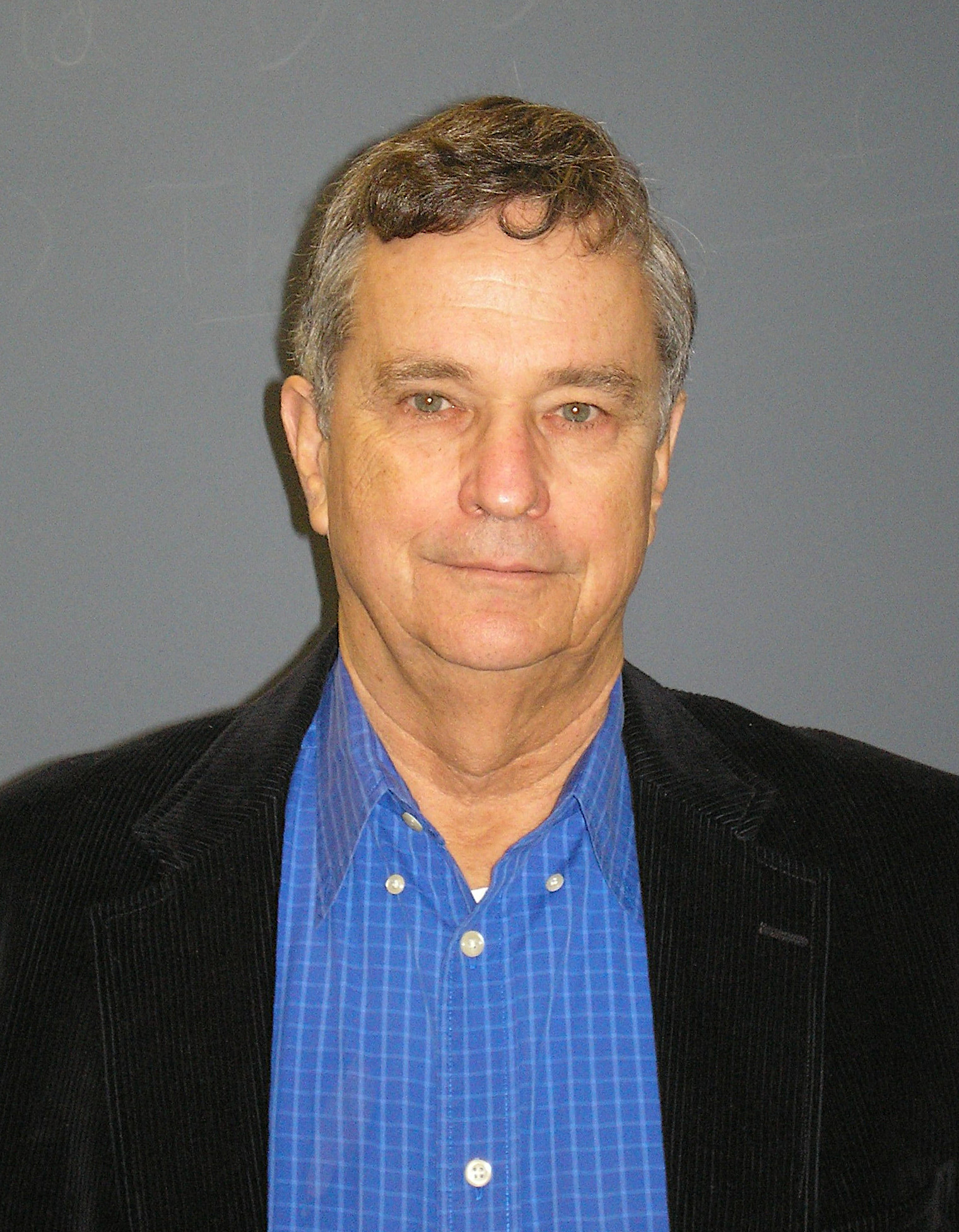
Hodding Carter III (2006)

William Hodding Carter III (* 7. April 1935 in New Orleans, Louisiana; † 11. Mai 2023 in Chapel Hill, North Carolina) war ein US-amerikanischer Journalist und Schriftsteller, der durch sein 1959 erschienenes Buch The South Strikes Back bekannt wurde und unter anderem zwischen 1977 und 1980 als Assistant Secretary of State for Public Affairs Leiter der Unterabteilung für Öffentliche Angelegenheiten im US-Außenministerium war.

## Leben
William Hodding Carter III ist der älteste von drei Söhnen des Journalisten und Publizisten Hodding Carter (1907–1972), der 1946 den Pulitzer-Preis für den Pulitzer-Preis/Leitartikel Go for Broke als Beispiel für die Artikel, die im Laufe des Jahres 1946 in der Tageszeitung The Delta Democrat-Times mit dem Thema rassistische, religiöse und wirtschaftliche Intoleranz erschienen, sowie der Journalistin und Publizistin Betty Werlein Carter (1910–2000). Er besuchte die renommierte Phillips Exeter Academy sowie die High School in Greenville und begann daraufhin ein Studium an der Princeton University, das er nach einem Studienjahr an der Columbia University 1957 „Summa cum laude“ beendete. Er leistete daraufhin einen zweijährigen Militärdienst im US Marine Corps.
Nach Beendigung seines Militärdienstes begann Carter 1959 seine journalistische Laufbahn für The Delta Democrat-Times, für die sein Vater ebenfalls tätig war, und war dort bis 1977 als Reporter, Redakteur und Herausgeber tätig. 1959 veröffentlichte er sein erstes Buch The South Strikes Back, das seither in mehreren Neuauflagen erschien. Darin beschreibt er die Gründung des White Citizens Council am im Mississippi-Delta am 11. Juli 1954 und seine Ausbreitung im Süden. Es beginnt mit einem kurzen historischen Überblick und zeichnet die Gründung des Rates, seine Behandlung von Afroamerikanern und seine Auswirkungen auf weiße Gemeinschaften nach und schließt mit einer Analyse der Zukunft des Rates in Mississippi. Durch wirtschaftlichen Boykott, sozialen Druck und politischen Einfluss konnte der Bürgerrat seine Gegner unterdrücken und die Gemeinden, in denen er tätig war, dominieren. Carter betrachtet Trends, die gegen den Rat arbeiten – die Bemühungen der Bundesregierung, das Stimmrecht für Afroamerikaner zu verbessern, das Wirtschaftswachstum innerhalb der afroamerikanischen Gemeinschaften und insbesondere die Tatsache, dass der Citizens’ Council auf der Verteidigung des Status quo der Rassentrennung gegründet wurde und sich seiner Erhaltung verschrieben hat.

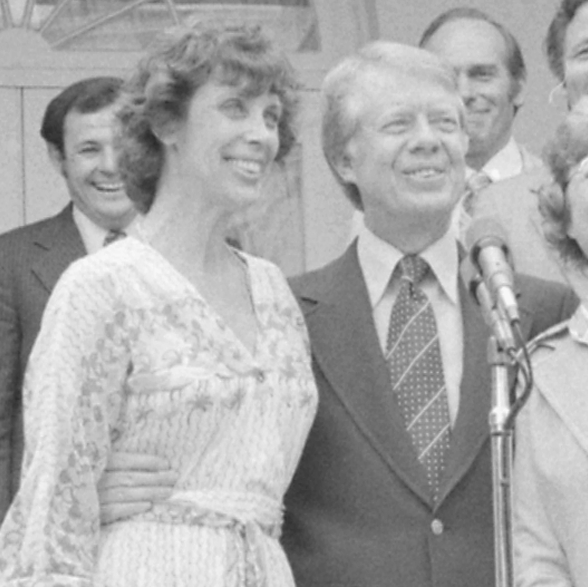
1978 heiratete Hodding Carter Patricia M. Derian, die wie er in der Regierung US_Präsident Jimmy Carter (rechts) Assistant Secretary of State im US-Außenministerium war.

Hodding Carter, der Mitglied der Demokratischen Partei war, war 1968, 1972 und 1976 Delegierter der Democratic National Convention, des Nominierungsparteitags der Demokraten. Zudem war er Mitglied der Regelreformkommission der Partei von 1968 bis 1972 und ihrer Satzungskommission von 1972 bis 1974. Am 25. März 1977 übernahm er in der Regierung von US-Präsident Jimmy Carter den Posten als Leiter der Unterabteilung für Öffentliche Angelegenheiten (Assistant Secretary of State for Public Affairs) im US-Außenministerium und hatte diesen Posten bis zu seinem Rücktritt am 1. Juli 1980 inne, woraufhin William J. Dyess seine Nachfolge antrat. Er trat insbesondere während der Geiselnahme von Teheran (4. November 1979 bis 20. Januar 1981)  als Sprecher des Außenministeriums verstärkt in Erscheinung.
Danach war er seit 1981 als Kolumnist der Tageszeitung The Wall Street Journal und verfasste dort sogenannte „opposite the editorial page“-Artikel, die sich nicht mit der Meinung der Redaktion deckten. Am 6. April 1984 hielt er die Landon-Vorlesung über öffentliche Angelegenheiten an der Kansas State University. 1988 veröffentlichte er The Reagan years, eine Sammlung von Essays, die zwischen 1981 und 1987 geschrieben wurden, die sich mit den Ziele und Folgen der Reagan-Ära, von der zentralamerikanischen Intervention bis zur Kürzung sozialer Dienste befassten, und das Versäumnis der Demokratischen Partei untersuchten, größere politische Änderungen anzubieten. Daneben war er als Dozent an der Tulane University und übernahm 1994 die Knight-Professur für Public-Affairs-Journalismus an der University of Maryland, College Park (UMCP), ehe er 1998 Präsident der John S. and James L. Knight Foundation wurde, eine im Dezember 1950 aus dem „Knight Memorial Education Fund“ gegründete Non-Profit-Organisation, die sich mit dem Ziel der Demokratiestärkung für Qualitätsjournalismus, Medieninnovation, Gesellschaftliche Verantwortung und Kunst engagiert. Er hatte eine Professur für Professor für Führung und Staatstätigkeit an der University of North Carolina at Chapel Hill inne. Er engagierte sich im Senatswahlkampfkomitee der Demokraten, für die Präsidentskandidaturen von Barack Obama sowie EMILY’s List, ein Political Action Committee, das Kandidatinnen der Demokratischen Partei unterstützt, die sich für das Recht auf Schwangerschaftsabbruch einsetzen. Des Weiteren engagierte er sich als Vorstandsmitglied (Board of Directors) von Regional Technology Strategies, Inc., als Aufsichtsratsmitglied der 2001 gegründeten Partnership for Public Service (PPS), eine gemeinnützige, überparteiliche Organisation mit Sitz in Washington, D.C., deren Ziel es ist, eine neue Generation von Beamten zu inspirieren und die Arbeitsweise der Regierung zu verändern, sowie als Trustee des Robert F. Kennedy Center for Justice and Human Rights, eine nach dem Attentat auf Robert F. Kennedy 1968 von dessen Witwe Ethel Kennedy gegründete gemeinnützige Menschenrechtsorganisation. Daneben war er Seniorberater des Council for a Community of Democracies (CCD), eine 2001 gegründete Organisation zur Förderung des weltweiten Interesses an und die Unterstützung für die Gemeinschaft der Demokratien sowie der Beziehungen zwischen Demokratien und demokratische Übergänge im Allgemeinen. Außerdem trat er für die Campaign for America's Future (CAF) ein, eine 1996 gegründete gemeinnützige progressive politische Interessenvertretung.
2015 veröffentlichte Carter zusammen mit Ronald Goldfarb, David Cole, Thomas S. Blanton, Jon Mills, Barry Siegel und Edward Wasserman After Snowden. Privacy, Secrecy, and Security in the Information Age. In sieben bis dahin unveröffentlichten Essays tauchen die Autoren in das Leben des Leben des Whistleblowers Edward Snowden ein und untersuchen die Auswirkungen der globalen Überwachungs- und Spionageaffäre aus mehreren Blickwinkeln.
Carter war dreimal verheiratet. Aus seiner 1957 geschlossenen und 1978 geschiedenen Ehe mit Margaret Ainsworth Wolfe gingen vier Kinder hervor, darunter die Schauspielerin Finn Carter. 1978 heiratete er in zweiter Ehe die Bürger- und Menschenrechtsaktivistin Patricia M. Derian (1929–2016), die in der Regierung Carter zwischen 1977 und 1981 als Assistant Secretariy of State for Human Rights and Humanitarian Affairs Leiterin der Unterabteilung für Menschenrechte und humanitäre Angelegenheiten im Außenministerium war. 2019 heiratete er schließlich in dritter Ehe Patricia Ann O’Brien.

## Veröffentlichungen
- The South Strikes Back, 1959, Neuauflage 2022, ISBN 978-1-4968-4024-0
- The Reagan years, 1988, ISBN 978-0-8076-1209-5
- Westward Whoa. In the Wake of Lewis and Clark, 1994, ISBN 978-0-671-79891-8
- After Snowden. Privacy, Secrecy, and Security in the Information Age, Mitautoren Ronald Goldfarb, David Cole, Thomas S. Blanton, Jon Mills, Barry Siegel und Edward Wasserman, 2015, ISBN 978-1-4668-7605-7